# Gesamtchinesischer Gewerkschaftsbund

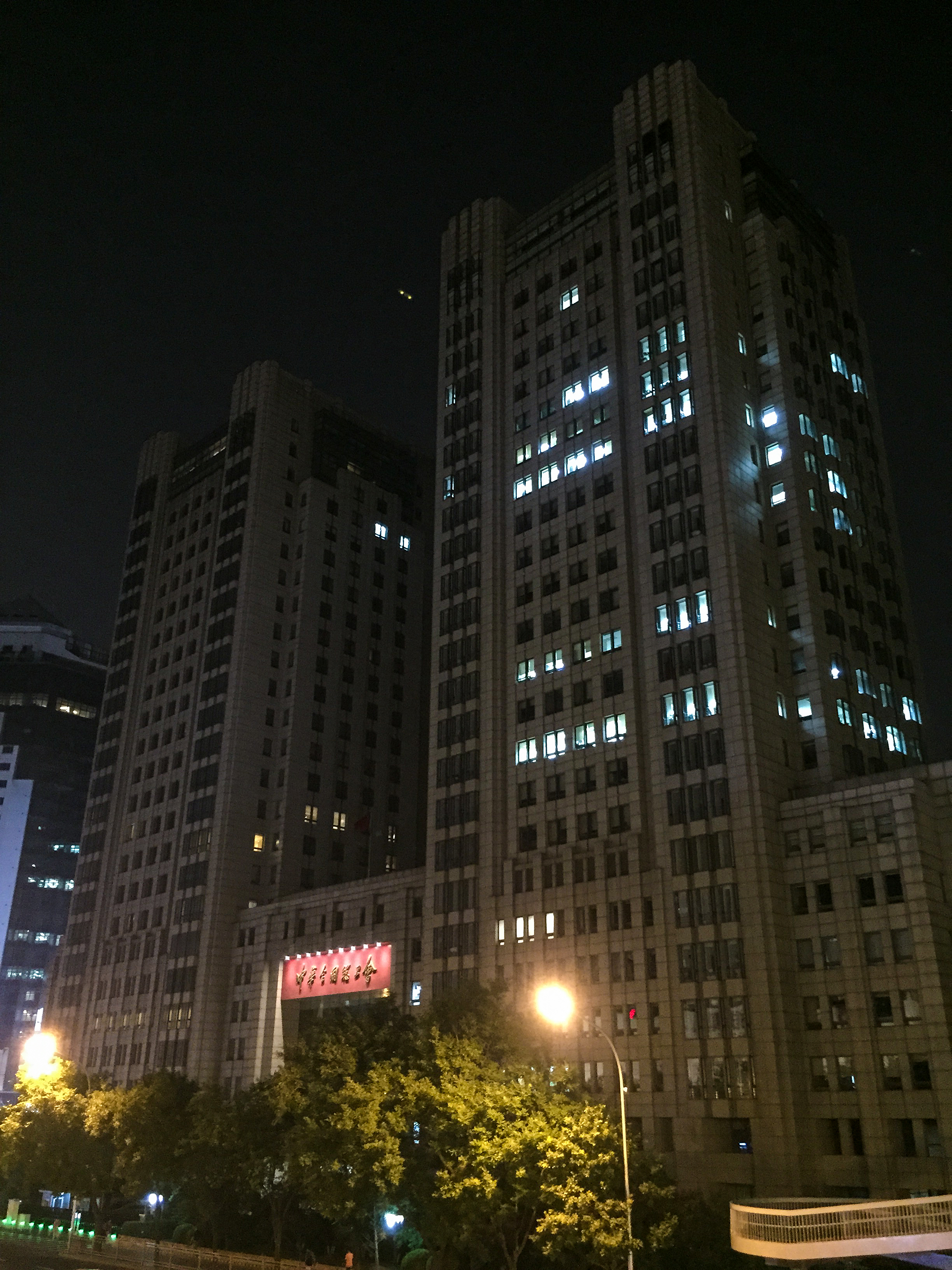
Das Gebäude des Gesamtchinesischen Gewerkschaftsbundes in Peking

Der Gesamtchinesische Gewerkschaftsbund (GCGB, oft auch: All-chinesischer oder Allchinesischer Gewerkschaftsbund / ACGB, chinesisch 中華全國總工會 / 中华全国总工会, englisch All-China Federation of Trade Unions / ACFTU) ist die nationale Gewerkschaftsorganisation der Volksrepublik China. Sie ist die größte Gewerkschaft der Welt mit 134 Millionen Mitgliedern in 1.713.000 lokalen Gewerkschaftsorganisationen. Der GCGB ist in 31 regionale Verbände und 10 nationale Gewerkschaften unterteilt.

## Geschichte
Offiziell wurde der GCGB am 1. Mai 1925 am zweiten Nationalen Arbeiterkongress in Guangzhou gegründet. Dort vertraten 277 Delegierte 540.000 Arbeiter und verabschiedeten die Verfassung des Gesamtchinesischen Gewerkschaftsbundes. Zwischen 1922 und 1927 blühte die Organisation auf, ebenso wie die Kontrolle der Kommunistischen Partei Chinas über die Gewerkschaftsbewegung. Die Arbeiterbewegung war vor allem in den drei Industrie- und Handelszentren Guangzhou, Hongkong und Shanghai enorm gewachsen, hatte aber auch in anderen Städten wie Wuhan organisatorische Erfolge. Der GCGB wurde 1927 unter der Herrschaft der Nationalisten unter Chiang Kai-shek unterdrückt. Die Nationalisten exekutierten Tausende kommunistischer Kader und Gewerkschafter. Alle kommunistisch geführten Gewerkschaften wurden verboten und mit gelben Gewerkschaften ersetzt, die ihm treu waren.
Durch den Aufstieg von Mao Zedong im Jahre 1949 wurde der GCGB als einzige Gewerkschaft wieder hergestellt, wurde aber 1966 im Zuge der Kulturrevolution wieder aufgelöst. Nach dem Tod Maos im Jahre 1976 hielt der GCGB im Oktober 1978 seinen ersten Kongress seit dem Jahr 1957. Seit den frühen 1990er Jahren wird er durch das Gewerkschaftsrecht der Volksrepublik China geregelt.

## Heutige Rolle
Gemäß Artikel 4 des Gewerkschaftsgesetzes der Volksrepublik China, der 1992 verabschiedet und 2001 und 2009 überarbeitet wurde, "muss die Gewerkschaft die Verfassung einhalten, die Verfassung als grundlegendes Aktivitätskriterium in den Mittelpunkt stellen, muss sich beim wirtschaftlichen Aufbau an den sozialistischen Weg halten, und an die demokratische Diktatur des Volkes, an die Führung der Kommunistischen Partei Chinas, an den Marxismus-Leninismus, an das Denken von Mao Zedong und an die Theorie von Deng Xiaoping, an Reformen und Öffnungen, unabhängig gemäß der Gewerkschaftscharta arbeiten. "
Der Internationale Bunde Freier Gewerkschaften (jetzt der Internationale Gewerkschaftsbund) hat die Position, dass der GCGB keine unabhängige Gewerkschaftsorganisation ist und stellt fest:

„5. Es gibt unterschiedliche Ansätze zwischen den IBFG-Mitgliedsorganisationen und den Global Union Federations über Kontakte zum GCGB. Sie reichen von ‚keine Kontakte‘ bis hin zum ‚konstruktiven Dialog‘. Der IBFG stellt fest, dass der GCGB keine unabhängige Gewerkschaftsorganisation ist und daher nicht als eine authentische Stimme der chinesischen Arbeitnehmer angesehen werden kann, bekräftigt seinen Antrag an alle Mitgliedsorganisationen und an die Globalen Gewerkschaftsverbände, die Kontakte zu den chinesischen Behörden, einschließlich des GCGB, sich in kritischen Dialog engagieren. Dazu gehört auch die Thematisierung von Verletzungen von grundlegenden Arbeitnehmer- und Gewerkschaftsrechten in solchen Sitzungen, insbesondere in Fällen von Inhaftierungen von Gewerkschafts- und Arbeitsrechtsaktivisten.“

Allerdings bestreiten die Aktivisten des GCGB und des Weltgewerkschaftsbundes die Behauptungen des rivalisierenden Internationaler Gewerkschaftsbundes. So etwa Guo Wencai, der sagt, dass demokratische Wahlen ein wichtiger Maßstab seien, um die Wirksamkeit einer Gewerkschaft zu messen, und feststellt, dass die Praxis von Unternehmenschefs, „Gewerkschaftsführer zu ernennen oder jemanden aus ihrer Personalabteilung zuzuweisen, als Gewerkschaftsführer zu handeln, die Unabhängigkeit einer Gewerkschaft behindert und seine Fähigkeit, die Rechte der Arbeitnehmer zu schützen“.
In den letzten Jahren nahmen Unterorganisationen des GCGB auf lokaler Ebene aktiv an Arbeitskämpfen Teil und versuchten so Streik- und Protestbewegungen zu kanalisieren – etwa bei erfolgreichen Streiks in chinesischen Walmart- und IBM-Niederlassungen. Dieses Phänomen ist neu, vereinzelt und landesweit unvernetzt. So scheint es fraglich, inwiefern es als zukünftige Gesamtentwicklung des Gewerkschaftsbunds interpretiert werden kann.